# OpenEXR
OpenEXR — формат графічних файлів для зберігання зображень з широким динамічним діапазоном яскравості (HDRI). Створено Industrial Light and Magic, опис формату є відкритим стандартом, а основне ПЗ для роботи з ним поширюється під відкритою ліцензією, подібною з ліцензією BSD.
Значення кольоровості в кожному каналі записуються в 16-ти бітному форматі з плаваючою комою (число половинної точності - англ. half precision; S5E10). Кожне значення містить знаковий біт, 5 біт експоненти і 10 біт мантиси. Також підтримуються рідко використовувані режими 32 бітами і з 24 бітами на канал.
Підтримується стиснення як з втратами, так і без них.
Дозволяє зберігати довільну кількість каналів в одному файлі, в тому числі: альфа-канал (загальний або роздільний для R, G, B каналів), канал глибини, визначені користувачем дані.

## Історія
Формат був створений в 1999-2000 роках. У 2003 році була опублікована його специфікація і набір ПЗ для роботи з ним.

## Стиснення
OpenEXR може використовувати різні методи стиснення:
- Без втрат:
  - PIZ — на основі вейвлет-перетворень; типове стиснення в 2-3 рази
  - ZIP — з використанням бібліотеки zlib; типове стиснення приблизно в 2 раз
  - RLE — стиснення на 1/4 - 1/3
- З втратами:
  - PXR24 — стиснення 32-бітних даних у форматі з плаваючою комою, шляхом округлення до 24 біт і стиснення різниці між суміжними пікселями за допомогою zlib
  - B44 — блоки 4 на 4 пікселя (32 байти) стискаються до 14 байт. Тільки для 16-бітових каналів з типом HALF
  - B44A — більш досконалий варіант B44, який стискає одноколірні області 4х4 пікселя до 3 байт

## Застосування
OpenEXR використовувався при створенні фільмів: Гаррі Поттер і філософський камінь, Люди в чорному 2, Банди Нью-Йорка, Знаки та інших роботах студії ILM.